# Blera

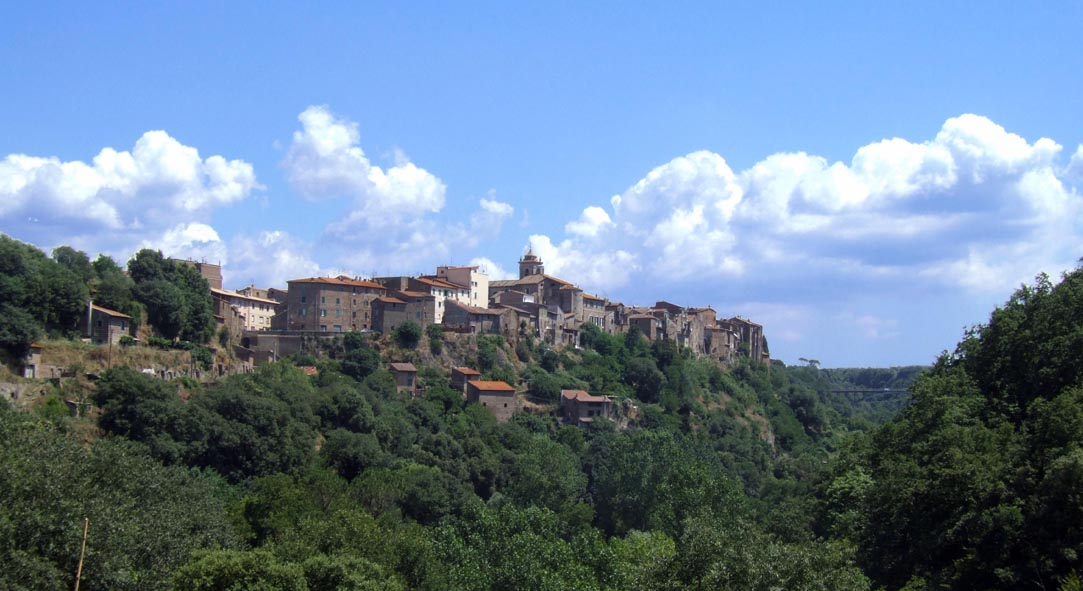
Blick auf Blera

Blera (im lokalen Dialekt und bis 1952 offiziell Bieda) ist eine italienische Gemeinde in der Provinz Viterbo in der Region Latium mit 2892 Einwohnern (Stand 31. Dezember 2023).

## Geographie

Lage von Blera in der Provinz Viterbo

Blera liegt in den Monti Sabatini zwischen dem Braccianosee und dem Vicosee, 92 Kilometer nordwestlich von Rom.

## Geschichte
Blera war unter dem ursprünglichen Namen Plera eine wichtige Stadt der Etrusker. Im Verlauf des 3. Jahrhunderts v. Chr. wurde das Territorium zum Bestandteil des Römischen Reiches. Die Römer bauten die Via Clodia, über die Blera mit Rom und anderen wichtigen Orten des Reiches verbunden war.
772 n. Chr. wurde Blera von den Langobarden unter Desiderius, deren letztem König, zerstört. 1247 wurde die Stadt von Truppen Friedrichs II. verwüstet. 1465 kam sie unter Kontrolle der Päpste und wurde 1572 dem Kirchenstaat einverleibt, zu dem sie bis 1870 gehörte, als dieser im neu geschaffenen Königreich Italien aufging.

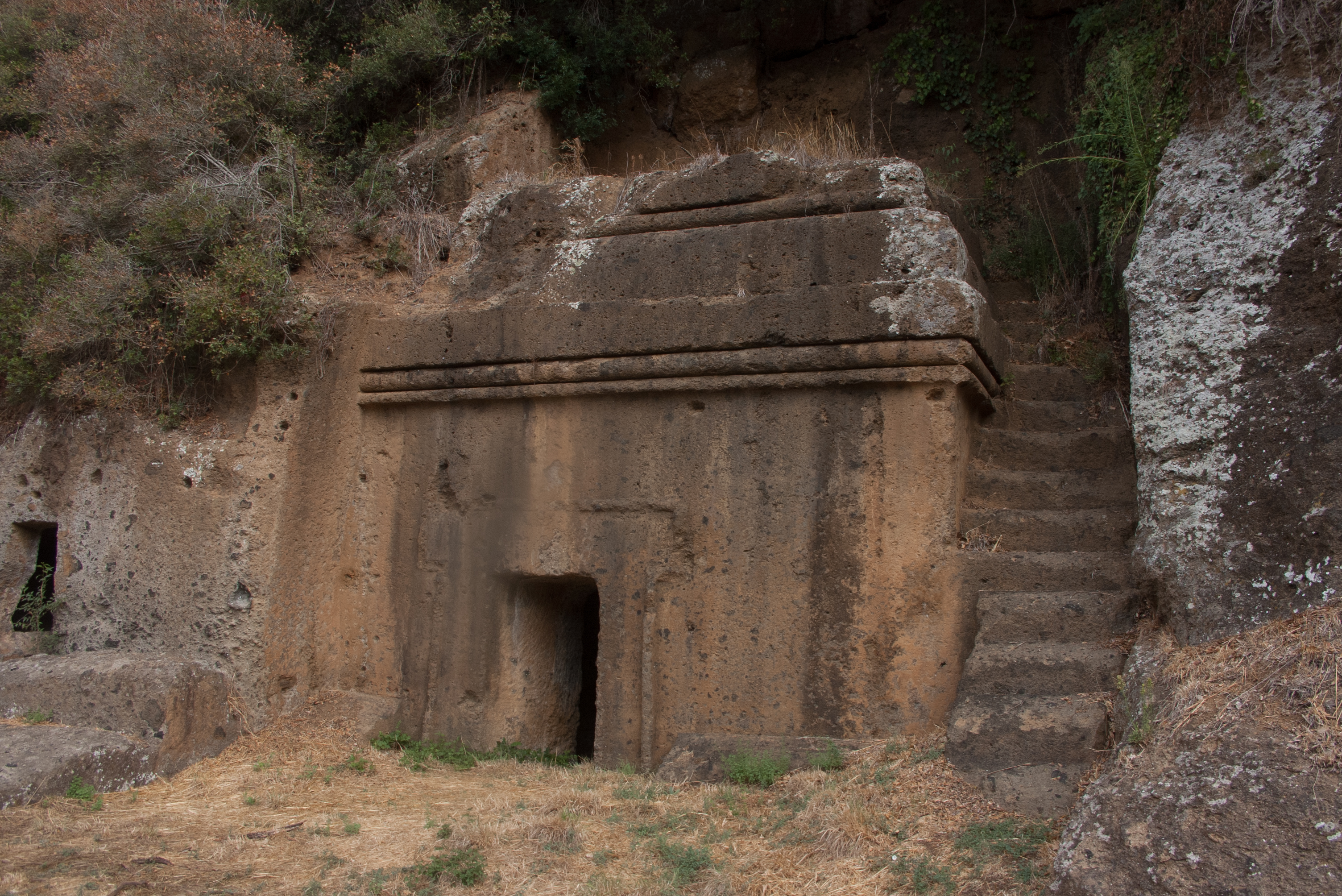
Etruskische Nekropole in Blera

## Bevölkerung
| Jahr        | 1871 | 1901 | 1921 | 1951 | 1971 | 1991 | 2001 | 2011 |
| ----------- | ---- | ---- | ---- | ---- | ---- | ---- | ---- | ---- |
| Bevölkerung | 1769 | 2332 | 2630 | 3245 | 3137 | 3193 | 3208 | 3363 |

Quelle ISTAT

## Politik
Elena Tolomei (Bürgerliste Elena Tolomei Sindaco) wurde am 31. Mai 2015 mit 42,39 % zur Bürgermeisterin gewählt. Sie löste Francesco Ciarlanti (2005–2010) ab, der ihr bei der Wahl mit 18,38 % klar unterlag.

## Söhne und Töchter des Ortes
- Sabinianus († 606), Papst